# 硬核摔跤

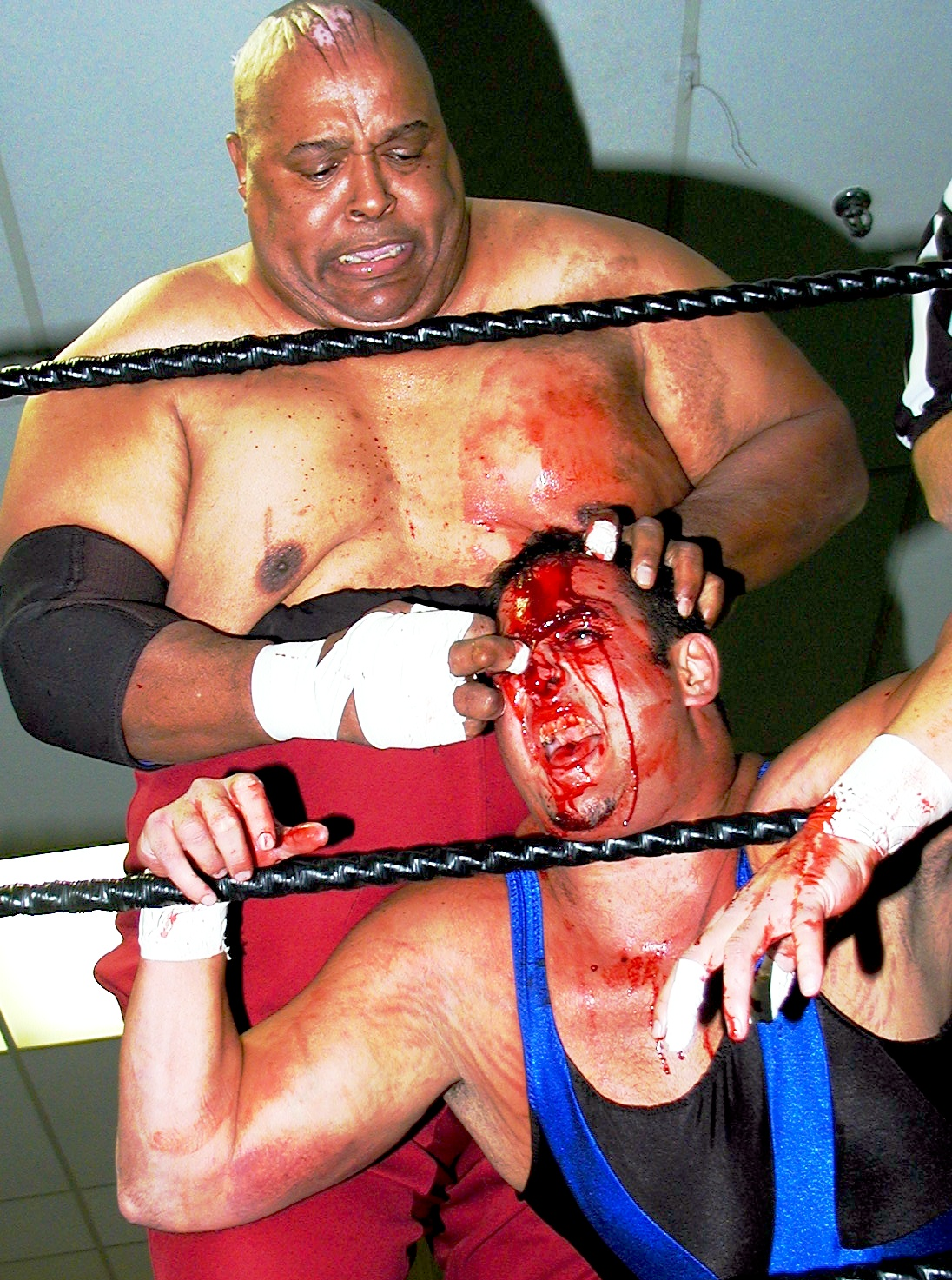
硬核摔跤

硬核摔跤是一种職業摔角。硬核摔跤比賽的選手允許攜帶包括梯子、桌子、椅子、图钉、铁丝网、灯管、铲子、玻璃、棒球棒等包括在內的多种即制武器參加比賽。 